# V352 Андромеды
V352 Андромеды (лат. V352 Andromedae) — двойная звезда в созвездии Андромеды на расстоянии (вычисленном из значения параллакса) приблизительно 5372 световых лет (около 1647 парсеков) от Солнца. Видимая звёздная величина звезды — от +9,13m до +9,01m.

## Характеристики
Первый компонент — красный гигант, пульсирующая медленная неправильная переменная звезда (LB:) спектрального класса M0. Масса — около 2,692 солнечных, радиус — около 180,705 солнечных, светимость — около 2339,527 солнечных. Эффективная температура — около 3815 K.
Второй компонент — красный карлик спектрального класса M. Масса — около 210,93 юпитерианских (0,2014 солнечных). Удалён на 2,08 а.е..